# Teylers Tweede Genootschap

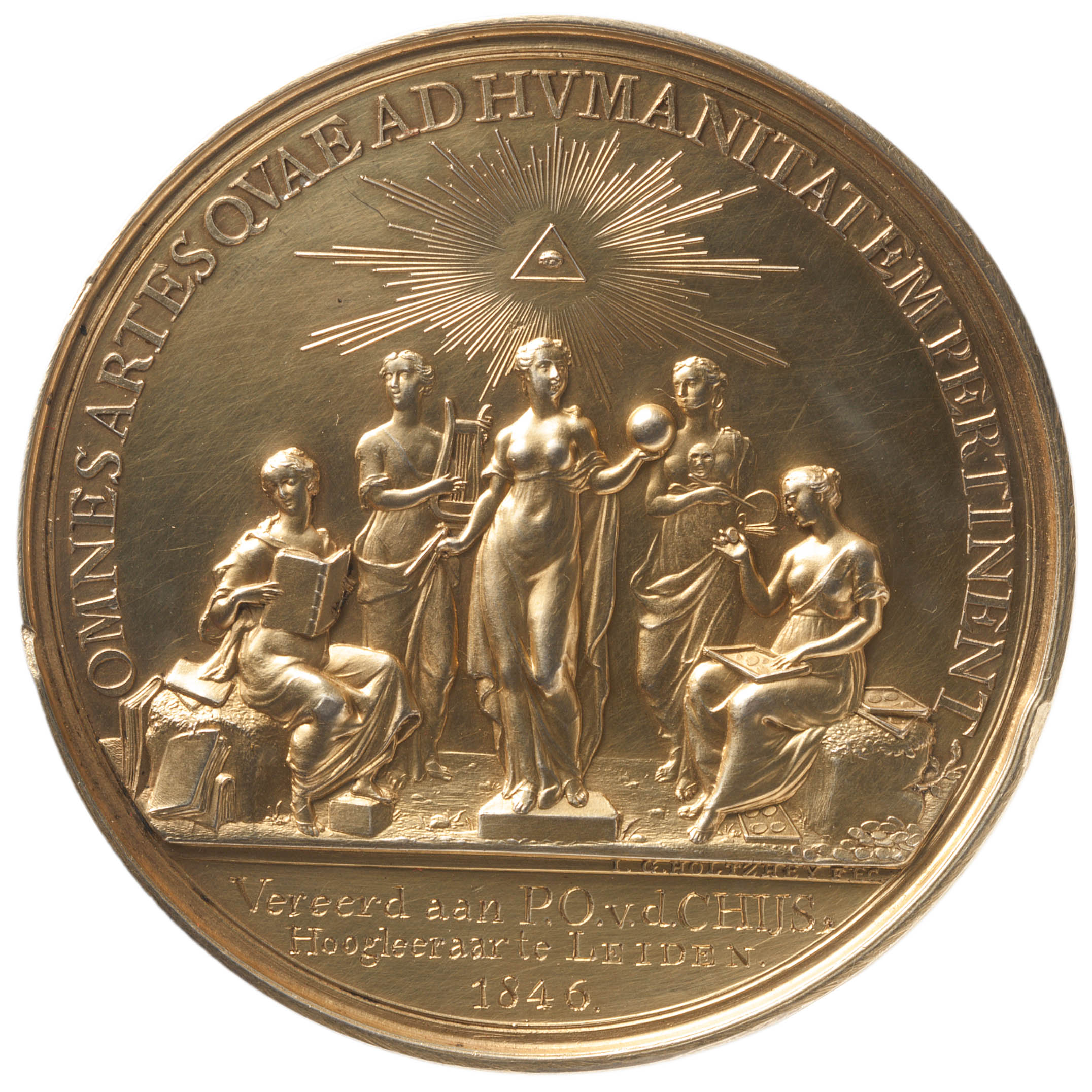
Medalla d'argent de la Teylers Tweede Genootschap, dissenyada per Johann Georg Holtzhey el 1778

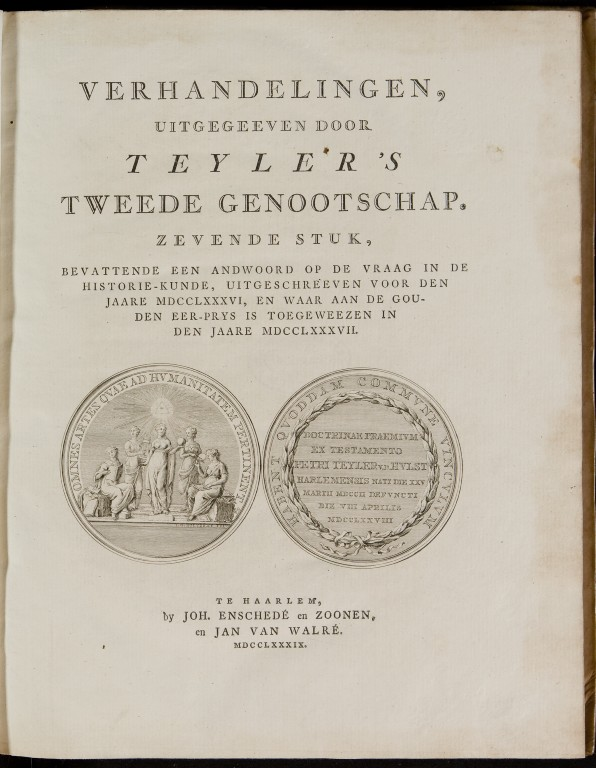
Portada de Verhandelingen van Teylers Tweede Genootschap

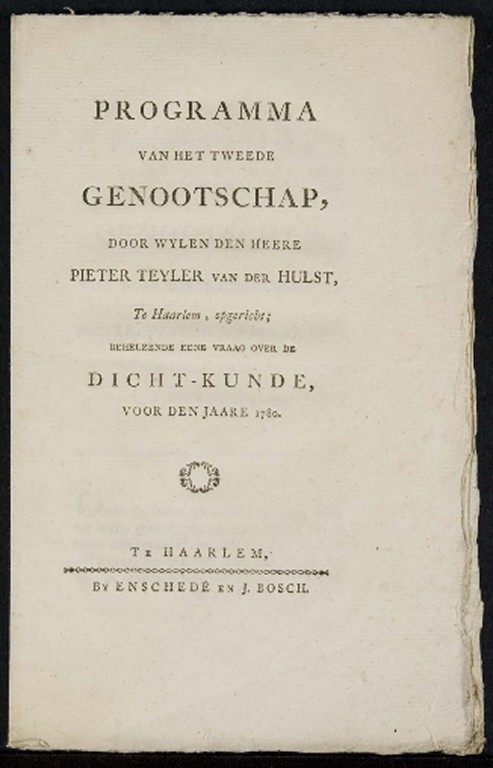
Anunci del concurs i regulacions de la Teylers Tweede Genootschap (1780)

Teylers Tweede Genootschap (en català literalment, Segona Societat Teyler), també coneguda com a Wetenschappelijk Genootschap (Societat Científica), és una de les societats creades per la Fundació Teyler per dur a terme la voluntat del comerciant neerlandès Pieter Teyler van der Hulst dictada al seu testament, en aquest cas, la promoció de l'art i la ciència.

## Història
Fundada el 1778, els camps d'estudi d'aquesta segona societat són la física, la biologia, la literatura, la història, l'art i la numismàtica i està composta per sis membres. Els primers van ser assignats el 1778 pel mateix Teyler: Gerrit Willem van Oosten de Bruijn, Cornelis Elout, Jan Bosch, Johannes Enschedé, Jean le Clé i Bernardus Vriends.
Una de les primeres tasques que va dur a terme la societat va ser establir un concurs i encarregar les medalles a Johann Georg Holtzhey, com la primera societat. L'al·legoria de la cara de la medalla mostra l'Ull de la Providència en una aurèola, amb la representació simbòlica de les cinc arts —d'esquerra a dreta, història (llibre), poesia (lira), física (globus terraqüi i brúixola), dibuix (brotxa i paleta) i numismàtica (moneda i medalla). El text al voltant de la vora significa Totes les ciències que estan relacionades amb la civilització humana, tenir un cert lligam comú. La bescara de les medalles es guardava per a escriure-hi la data i el nom del guanyador.
Aquests premis van premiar amb una medalla anualment els millors estudis sobre teories o plantejaments. Durant els primers deu anys, només es van atorgar quatre medalles de premi, encara que es van pulicar cinc estudis (el gener de 1802 Jan Nieuwenhuis no guanyà, però el seu estudi aparegue al Verhandelingen). El primer guanyador d'una medalla d'or fou Martinus van Marum, que va guanyar el primer premi el 1778 amb el seu treball Phlogisteerde en niet-phlogisteerde lucht que contradia la teoria del flogist. La societat encara promou recerca amb medalles com a premi.